# Rzeczków (Skierniewice)
Pour les articles homonymes, voir Rzeczków.
Rzeczków est une localité polonaise de la gmina et du powiat de Skierniewice en voïvodie de Łódź.